# Мейан (Жер)
Мейа́н (фр. Meilhan) — коммуна во Франции, находится в регионе Юг — Пиренеи. Департамент — Жер. Входит в состав кантона Ломбес. Округ коммуны — Ош.
Код INSEE коммуны — 32250.

## География

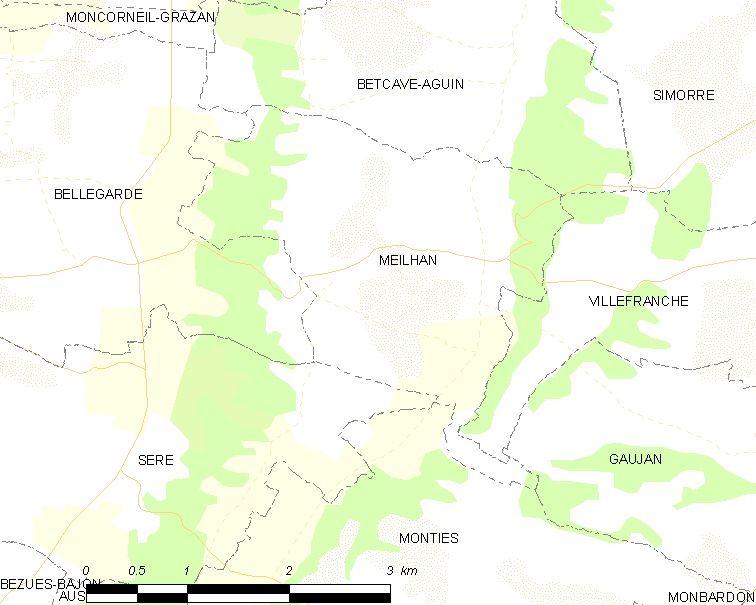
Карта коммуны

Коммуна расположена приблизительно в 620 км к югу от Парижа, в 65 км западнее Тулузы, в 26 км к югу от Оша.

## Климат
Климат умеренно-океанический. Лето жаркое и немного дождливое, температура часто превышает 35 °С. Зимой часто бывает отрицательная температура и ночные заморозки. Годовое количество осадков — 700—900 мм.

## Население
Население коммуны на 2010 год составляло 87 человек.
| 1962 | 1968 | 1975 | 1982 | 1990 | 1999 | 2010 |
| ---- | ---- | ---- | ---- | ---- | ---- | ---- |
| 100  | 89   | 83   | 87   | 92   | 80   | 87   |

## Администрация
| Период | Период | Фамилия         | Партия | Примечания |
| ------ | ------ | --------------- | ------ | ---------- |
| 2001   | 2008   | Жак Капдевиль   |        |            |
| 2008   | 2020   | Анна-Эмон Перюс |        |            |

## Экономика
В 2010 году среди 55 человек трудоспособного возраста (15-64 лет) 39 были экономически активными, 16 — неактивными (показатель активности — 70,9 %, в 1999 году было 59,3 %). Из 39 активных жителей работали 36 человек (20 мужчин и 16 женщин), безработных было 3 (1 мужчина и 2 женщины). Среди 16 неактивных 1 человек был учеником или студентом, 9 — пенсионерами, 6 были неактивными по другим причинам.

## Достопримечательности
- Церковь Св. Петра (XIX век)